# Сальзен, Юлиус фон
 Юлиус фон Сальзен  (нем. Julius von Salzen) – немецкий конькобежец. Участник чемпионатов мира и Европы по конькобежному спорту. На чемпионате Европы-1896 в Гамбурге в общем зачёте занял третье место. Становился серебряным призёром чемпионата Германии-1896 на дистанции 1500 метров, бронзовым призёром чемпионата Германии-1901 в многоборье и на отдельных дистанциях (1900 год). За свою спортивную карьеру установил 5 национальных рекордов.

## Личные рекорды
| дата                | дистанция        | рекорд  | город        |
| ------------------- | ---------------- | ------- | ------------ |
| 12 января 1893      | 500 метров       | 53,2    | Амстердам    |
| 18 января 1901      | 1000 метров      | 1.56,4  | Давос        |
| 13 января 1893      | 1500 метров      | 2.58,0  | Амстердам    |
| 11 января 1893      | 5000 метров      | 10.16,0 | Патерсвольде |
| 13 января 1893      | 10000 метров     | 22.23,4 | Амстердам    |
| 12 – 13 января 1893 | Сумма многоборья | 247,203 | Амстердам    |

## Достижения
| турнир                                           | дата                | город        | 500 м                | 1500 м       | 5000 м      | 10000 м     | очки    | место |
| ------------------------------------------------ | ------------------- | ------------ | -------------------- | ------------ | ----------- | ----------- | ------- | ----- |
| Чемпионат Нидерландов – отдельные дистанции      | 11 января 1893      | Патерсвольде | –                    | –            | 10.16,0 (4) | –           | –       | –     |
| 1-й чемпионат мира – многоборье                  | 13 – 14 января 1893 | Амстердам    | 53,2 (5/q)           | 2.58,0 (5/q) | 11.15,0 (5) | 22.23,4 (4) | –       | (4)   |
| 1-й чемпионат Европы – многоборье                | 21 – 22 января 1893 | Берлин       | 57,0 (4), 55,8 (3/q) | 3.14,2 (8/q) | –           | –           | –       | Б/М   |
| Чемпионат Германии – отдельные дистанции         | 12 января 1896      | Дармштадт    | –                    | 3.15,4 (2)   | –           | –           | –       | –     |
| 4-й чемпионат Европы – многоборье                | 29 января 1896      | Гамбург      | 59,6 (4)             | 3.08,0 (5)   | 11.16,8 (4) | 23.00,2 (4) | –       | (3)   |
| Чемпионат Германии – отдельные дистанции         | 14 января 1900      | Берлин       | –                    | 3.07,0 (3)   | –           | –           | –       | –     |
| Международные соревнования – отдельные дистанции | 11 февраля 1900     | Гамбург      | –                    | 3.10,8 (3)   | –           | –           | –       | –     |
| Международные соревнования – многоборье          | 19 – 20 января 1901 | Давос        | 54,0 (3)             | 3.09,4 (3)   | 10.59,6 (3) | 23.21,0 (3) | 253,143 | (3)   |

## Ссылка
- Сайт SkateResults.com, анг.
- Сайт Deutsche Eisschnelllauf-Gemeinschaft, нем.